# ネイビーシールズ: チーム6
『ネイビーシールズ: チーム6』（原題：Seal Team Six: The Raid on Osama Bin Laden）は、2012年のアメリカ合衆国の映画。ネイビーシールズチーム6（DEVGRU）によるウサーマ・ビン・ラーディンの殺害を描いたフィクション作品。劇場未公開。

## ストーリー
2001年9月11日に発生した、アメリカ同時多発テロ事件から10年が経とうとしていた。
CIAはテロの首謀者とされる、アルカーイダの指導者ウサマ・ビン・ラディンの行方を追っていた。
そして元ビン・ラディンの連絡係を尋問し、パキスタン北部の街アボッターバードに、ある「重要人物」が潜伏している可能性が高いことをつきとめる。
しかしアボッターバードは、パキスタン陸軍の拠点であり、また目標の建物はパキスタンの陸軍士官学校の近くにあることから、ISI（パキスタン軍統合情報局）がビン・ラディンの潜伏に関係している可能性があった。
そこでCIAは建物近くのアパートに、ワセムら現地工作員を潜り込ませ、出入りする人物の監視、関係者の尾行を行い、ビン・ラディンが潜伏している証拠をつかもうとする。
一方、アメリカ本国で休暇中のスタナーらネイビーシールズ隊員たちに出動指令が下る。
部隊はアフガニスタンへ送られ、目標の建物に見立てた施設で入念な訓練を行う。
CIAの防諜分析官、ホリンズとクリスチャンは、アボッターバードに潜伏中の人物が、ほぼビン・ラディンで間違いないとの見立てを局長へ報告するが、決定的な証拠が得られず、襲撃への許可がおりずに苛立っていた。
クリスチャンは過去行った作戦を踏まえて施設ごと爆撃することを提案するが、爆撃ではビン・ラディンの生死を確認できないことから、ホリンズは特殊部隊による襲撃を主張する。
現地では、潜伏者の関係者を尾行するワセムらを地元警察やISIが怪しみ始めている可能性が高まった。
業を煮やしたホリンズは、ついに大胆な手段で証拠を集めようとする。
それは現地の医者に協力を依頼し、子供へのワクチン注射を名目として医者を施設内に潜入させ、注射針に付いた血液のDNAを分析するという作戦だった。
医者と看護師たちはいったん施設の敷地内へ入るが怪しまれ、ワクチン注射の途中で追い出されてしまう。
医師に取り付けた隠しカメラの映像を分析していたクリスチャンは、映り込んだ戦闘員が持っていたAK-47に注目する。
その銃には独特な改造が施されており、摩耗痕と合わせて照合した結果、かつてビン・ラディンのビデオメッセージに映っていたAK-47と同一のものであることが判明。これが決定的な証拠であるとして局長へ報告すると、ついにビン・ラディン殺害計画の許可がおりる。
作戦名は「海神の槍作戦（Operation Neptune Spear）」とされ、シールズに作戦命令が下る。
ブリーフィングで目標はコードネーム「ジェロニモ」であることを告げられた隊員たちは、目標がビン・ラディンであることを知る。
さらに現地指揮官の少佐は「ターゲットは殺害が望ましい」と告げる。
現地では、何も聞いていなかったワセムらの元にCIAのスナイパーが到着し、作戦が今夜決行されることを告げる。
2011年5月2日深夜、ナイト・ストーカーズのブラックホークヘリコプター2機に搭乗したシールズは、目標の建物へ向かう。
ヘリが接近すると町の犬たちが吼え始め、眠りから覚めた護衛の戦闘員たちが銃を取り家族を匿う。
建物上空でホバリングしていたヘリに戦闘員の一人が発砲すると、被弾したヘリは白煙を上げて不時着するが、隊員たちは全員無事で作戦を続ける。
CIA本部で、多くの関係者がリアルタイムで映像を見守る中、施設内に突入した隊員たちは次々と戦闘員を射殺し、非戦闘員たちを建物の外へ連れ出して人物確認を進める。
一方塀の外には、物音を聞きつけた周辺の住民たちが殺到し、地元警察も駆け付けるが、ワセムらが「ただの軍事演習だ」と説得する。
ついに最上階にいたビン・ラディンが射殺され、シールズは遺体を持ち帰り、墜落したヘリを爆破して作戦は完了する。シールズ隊員に負傷者はいなかった。
そしてオバマ大統領が、テレビ演説でビン・ラディン殺害の声明を発表し、アメリカ全土は歓喜の声に包まれる。
エンドロールでは、医師、ワセム達工作員、シールズ隊員達、そしてビン・ラディンの遺体と潜伏先について後日譚が語られる。

## キャスト
※括弧内は日本語吹替
チーム6
- スタナー - カム・ジガンデイ（前田一世）
- 少佐 - ロバート・ネッパー（若本規夫）
- チェリー - アンソン・マウント
- トレンチ - フレディ・ロドリゲス（木島隆一）
- ミュール - アルヴィン・“イグジビット”・ジョイナー（山田浩貴）
- ソース - ケネス・ミラー

CIA
- CIA局長ギドリー - ウィリアム・フィクナー（横島亘）
- ヴィヴィアン・ホリンズ - キャスリーン・ロバートソン（花村さやか）
- クリスチャン - エディ・ケイ・トーマス
- ワセム - ラジェシュ・シュリンガーピュア（英語版）

## 製作
監督は『イントゥ・ザ・ブルー』『ブルークラッシュ』のジョン・ストックウェルが行った。プロデューサーは『ハート・ロッカー』のニコラス・シャルティエ。
製作総指揮は、『恋におちたシェイクスピア』『シカゴ』でプロデューサーとしてアカデミー作品賞を受賞したハーヴェイ・ワインスタインと、弟のボブ・ワインスタインが行い、彼らの製作会社ワインスタイン・カンパニーが映画を製作した。
テレビドラマシリーズ『プリズンブレイク』で、追跡するFBI捜査官と囚人役を演じたウィリアム・フィクナーとロバート・ネッパーが、それぞれCIA局長とチーム6の少佐役で再共演を果たした。

## 公開
本作はテレビ映画であり、劇場では公開されていない。
2012年11月4日、ナショナルジオグラフィックチャンネルで公開され、翌日からネットフリックスで配信された。
放映から2日後の11月6日は、バラク・オバマ大統領（当時）の再選投票日であったため、本作はオバマの功績をアピールするプロパガンダ映画ではないかとの批評があるが、製作陣はこれを否定している。
日本では2014年9月2日、GAGA配給でDVDがリリースされた。

## 事実との相違点
本作は事実を基に作られたフィクションあり、事実との相違点をアトランティック紙のジョン・ハドソンは次のように指摘している。
- ワクチン注射の協力を依頼されたパキスタンの医師 - 劇中でCIAは医師にビン・ラディン殺害の正義を説いて説得しているが、実際には医師は目標がビン・ラディンだと知らされていなかった[4]。なお、この医師は後にパキスタン当局より有罪判決を受け、禁固23年、罰金1,000ドルの刑に処されている[5]。
- ヘルメットカム - 劇中でチーム6隊員は、ビン・ラディン襲撃の際にヘルメットカム（戦闘用ヘルメットに装着した小型カメラ）を装着し、当局者たちが潜入状況を中継で見ている。しかし実際はヘルメットカムは装着しておらずオバマ大統領ら閣僚はじめ、当局者たちはドローンに装着された空中からの映像しか見れなかった[4]。なお、事件の直後CBSニュースがヘルメットカム装着の報道を行ったが、その後ニューヨーク・タイムズなど他誌はこれを否定し、ドローン映像のみだったとしている[4]。
- 殺害指示について - オバマ政権はできるだけビン・ラディンを捕獲する旨の命令を出したと主張していたが、劇中では「捕虜はとらないことが望ましい」との指令が出ていたとジョン・ハドソンは指摘している[4]。しかし、ビン・ラディン殺害については「抵抗したから射殺した」「抵抗はしなかった」等の報道があり、ブレナン大統領補佐官（当時）は殺害翌日の記者会見で、「抵抗しなければ生け捕りは可能だった」としながらも、「抵抗したため銃撃戦となり殺害された」と述べた[6]。

## 評価
映画批評サイトのRotten Tomatoesでは、6件のレビューで評価は50%、平均点は4.8/10である。